# Latter Days: Best of Led Zeppelin Volume Two
Latter Days: Best of Led Zeppelin Volume Two — альбом-компіляція британського рок-гурту Led Zeppelin, випущений лейблом Atlantic Records 21 березня 2000 року. Збірка містить пісні з останніх чотирьох альбомів гурту, які були записані протягом 1973 —  1980 років. Альбом посів 81 сходинку у чартах Біллборду.

## Список пісень
1. «The Song Remains the Same» (Джиммі Пейдж, Роберт Плант) — 5:32
2. «No Quarter» (Пейдж, Плант, Джонс) — 7:00
3. «Houses of the Holy» (Пейдж, Плант) — 4:02
4. «Trumped Under Foot» (Пейдж, Плант, Джонс) — 5:37
5. «Kashmir» (Пейдж, Плант, Бонам) — 8:32
6. «Ten Years Gone» (Пейдж, Плант) — 6:32
7. «Achilles Last Stand» (Джиммі Пейдж, Роберт Плант)— 10:25
8. «Nobody's Fault But Mine» (Пейдж, Плант) — 6:27
9. «All My Love» (Джонс, Плант) — 5:53
10. «In the Evening» (Джиммі Пейдж, Джон Пол Джонс, Роберт Плант) — 6:49

## Учасники запису
- Джиммі Пейдж — акустична гітара, електрична гітара, бек-вокал, мандоліна, продюсер;
- Роберт Плант — вокал, губна гармоніка;
- Джон Пол Джонс — синтезатор, бас-гітара, клавішні, блокфлейта, мандоліна;
- Джон Бонам — ударні.

## Додаткові відомості
На обкладинці зображено учасники гурту наприкінці 70-х у формі американських астронавтів для програми Аполлон. На фоні вигляд Землі з орбіти. У кільці з назвою гурту зображення Сатурна.
Розширена версія диску містить відео «Kashmir», який було взято зі зйомок концертів у Earls Court у 1975 році. На концерте відео накладено студійну версію композиції.
Перші дві пісні альбому взято з Houses of the Holy, наступні чотири з Physical Graffiti. Сьома і восьма доріжки ввійшли з альбому Presence. Завершує список дві композиції з останнього студійного альбому гурту — In Through the Out Door.
У каталогах альбом позначають Atlantic 7567832682.